# Dogpile
Dogpile ist eine Metasuchmaschine zum Auffinden von Informationen im World Wide Web, die mit Stand 2021 Ergebnisse von Google, Yandex und Yahoo abruft.

## Geschichte
Dogpile wurde von Aaron Flin entwickelt und nahm seinen Betrieb im November 1996 auf.
Im August 1999 wurde Dogpile von Go2net übernommen, die bereits MetaCrawler betrieben.
Im Juli 2000 wurde dann Go2net von InfoSpace übernommen. Im Zuge der Übernahme wurde das Design von Dogpile im Dezember 2000 überarbeitet.
Im November 2008 startete Dogpile sein Search and Rescue-Programm, das Geld an tierbezogene Wohltätigkeitsorganisationen spendet. Das Programm hilft auch Menschen, Hilfe für Tiere in Not zu finden.
Im Juli 2016 gab Blucora den Verkauf seines InfoSpace-Geschäfts an OpenMail bekannt. OpenMail wurde später in System1 umbenannt.

## Bedeutung
Dogpile war eine der ersten Metasuchmaschinen überhaupt. MetaCrawler wurde zwar schon 1995, d. h. ein Jahr früher entwickelt, aber Dogpile war weit fortgeschrittener und konnte auch das Usenet, (aus Quellen wie DejaNews) und FTP (über Filez und andere Indizes) durchsuchen.
Heute gehört Dogpile gemäß Global Search Engine Market Report 2019 zu den bedeutendsten Suchmaschinen weltweit.
Da Google (Stand 2021) einen Marktanteil von ca. 92 % hat, ist die Bedeutung aller anderen Suchmaschinen und damit auch jene von Dogpile überschaubar.

## Rezension
Nach Meinung von Experten hat die Entwicklung von Dogpile in den späten 90er Jahren mit der anderer Suchmaschinen insbesondere der von Google nicht mithalten können. Mittlerweile wird aber die Qualität der Suchmaschine wieder anerkannt.
Dogpile wurde sowohl 2006, als auch 2007 von J.D. Power and Associates als bester Online-Suchmaschinendienst für Privatkunden ausgezeichnet.
Besonders wohlwollend wird hervorgehoben, dass bei einer Suche mit Dogpile die Privatsphäre besser geschützt bleibt als es z. B. bei einer Suche mittels Google der Fall ist.